# 小松摂郎
小松 摂郎（こまつ せつろう、1908年2月14日 - 1975年5月9日）は、日本の哲学者。大阪府出身。東海大学短期大学部元教授。

## 生涯・人物
長野県育ち。長野県立諏訪中学校（現・長野県諏訪清陵高等学校）卒、東京帝国大学卒。1935年、山形高等学校教授。弁証法的唯物論を研究。戦後、民主主義科学者協会に参加、主体性論争で梅本克己を批判した。
1949年、神戸経済大学予科教授から、新制神戸大学文理学部教授へ切り替わる見込みであった小松は、日本共産党の党員や同調者を強権的に排除するレッドパージの対象となり、小松の新制大学教授への切り替えを認めないことを決し、さらに免官とした大学評議会など上層部と、文科教授会などとの間に対立が起こった。この事件は、「小松問題」、「神戸大学レッド・パーシ事件」と称され、大学におけるレッドパージの代表的事例として知られることとなった。
1962年、東海大学短期大学部教授。
父は教育者の小松武平、数学者の小松醇郎は弟。

## 著書
- 『精神科学の諸問題』野田書房 1936
- 『西田哲学の根本性格』世界評論社 1948
- 『実存哲学批判』塙書房 1948
- 『弁証法と実存哲学』芳恵書房 1948
- 『ドイツ観念論批判』北隆館 1948
- 『これからの哲学』鈴懸書房 1948
- 『弁証法入門』1953 (創元新書)
- 『西洋哲学史入門』法律文化社 1954
- 『弁証法読本』創元社 1957
- 『人間の探究』新読書社出版部 1959
- 『劣等感』新読書社出版部 1959
- 『哲学入門』法律文化社 (入門シリーズ) 1960
- 『哲学史入門』法律文化社(入門シリーズ)1962
- 『文学的人間論』新読書社 1963
- 『現代人間論』法律文化社(市民教室)1964
- 『ある哲学者の療養日記』理想社 1964
- 『日本人の劣等感』新興出版社(真昼文庫)1965
- 『パスカル』清水書院 センチュリーブックス 1966
- 『文学にみる人間探究』新読書社 1966
- 『漱石と鴎外 人間論的考察』法律文化社(市民教室)1966
- 『精神科学の諸問題』小松摂郎還暦記念会 1968

### 編著
- 『小松武平追想録』編・私家版 1931
- 『追想』編・私家版 1940
- 『哲学小辞典』 創元社 1954
- 『日本の知識人 黄金の脳味噌を持つひとびと』 法律文化社 1957
- 『講座西洋哲学史』 理想社 1959-60
- 『今日の哲学 第4 人間論』 三一書房 1960
- 『倫理学』 福村出版 1967
- 『思想の流れ タレスからサルトルまで』文林書院 1967
- 『現代の哲学 人間論を中心として』 世界書院 1968
- 『現代哲学 五つの焦点』正続 法律文化社 1969-71
- 『日本の思想』 法律文化社 1972
- 『哲学講義』 法律文化社 1973

### 翻訳
- ディーツゲン『人間の頭脳活動の本質』1952 岩波文庫
- モーリス・コーンフォース『唯物論と弁証法 哲学入門』理論社 1953
- モーリス・コーンフォース『弁証法的唯物論』全3巻 白井泰四郎、藤野渉、理論社編集部共訳 理論社 1954-56
- 『マルクスのことば 世界を動かす思想』社会思想社(現代教養文庫) 1966